# SM4
SM4 (SM-4) – minikomputer serii SM, zgodny architektonicznie z PDP-11. Zbudowany z układów scalonych średniej i dużej skali integracji. Produkowany od około 1975 w Związku Radzieckim.

## Architektura
Procesor, pamięć oraz urządzenia zewnętrzne połączone są za pomocą wspólnej magistrali zwanej UNIBUS. W minikomputerach SM4 stosowane były procesory SM4P, takie jak:
- SM2104 – produkowany w ZSRR
- SM2401 – produkowany w CSSR, stosowany w minikomputerach SM 4-20[5]
- SM2402 – produkowany w Rumunii
- ELEKTRONIKA 100-25 – stosowany w minikomputerach SM-4A[5]

Procesor posiada osiem 16-bitowych rejestrów uniwersalnych. Może zaadresować maksymalnie 256kB pamięci (128k słów). Czas wykonania rozkazu stałopozycyjnego typu rejestr–rejestr wynosi od 0,8 do 2,4 μs w zależności od modelu procesora.
Komputer SM4 może współpracować z aparaturą pomiarową systemu CAMAC, podłączoną bezpośrednio do jego magistrali.